# Bellulopora bellula
Bellulopora bellula is een mosdiertjessoort uit de familie van de Belluloporidae. De wetenschappelijke naam van de soort is, als Colletosia bellula, voor het eerst geldig gepubliceerd in 1950 door Osburn.